# Trinitatis
 Denne artikel omhandler Trinitatis i kirkeåret. Opslagsordet har også en anden betydning, se Trinitatis (flertydig).
Trinitatis (latin: genitiv af trinitas "treenighed") er en kristen højtid. 
I det danske kirkeår er trinitatis søndag søndagen efter pinse, som er viet til treenigheden, dvs. den kristne lære, at Gud er tre: Faderen, Sønnen og Helligånden. Trinitatis søndag afslutter kirkeårets første halvår med alle de store kirkelige højtider. Søndagene efter trinitatis søndag er fortløbende nummereret, så de omtales som 1. søndag efter trinitatis, 2. søndag efter trinitatis osv. Betegnelsen benyttes i folkekirkens tekstrækker, som er de bibeltekster, der foreskrives læst ved gudstjenesten hver søn- og helligdag.
| Religion | Spire Denne religionsartikel er en spire som bør udbygges. Du er velkommen til at hjælpe Wikipedia ved at udvide den. |